# Розтока (річка)
Розтока — річка  в Україні, у  Міжгірському районі Закарпатської області, ліва притока Тереблі (басейн Дунаю).

## Опис
Довжина річки приблизно 8 км. Формується з багатьох безіменних струмків та 1 водойми.  

## Розташування
Бере  початок на північно-східній стороні національного природного парку "Синевир". Тече переважно на північний захід і на північно-східній стороні від села Синевирська Поляна зливається з річкою Слободою, утворуючи витік Тереблі. 